# Un cœur en herbe

Un cœur en herbe est une pièce de théâtre de Christophe Botti créée en 2010 au théâtre Clavel de Paris dans une mise en scène de Stéphane Botti et Christophe Botti. Elle fait partie de la trilogie Un cœur sauvage, deuxième volet de l'éducation sentimentale du jeune Mathan. La pièce est reprise de janvier à mai 2014 dans une mise en scène de Silas Van H.

## Argument
Le jeune Mathan, 19 ans, débarque le temps d'une soirée dans la vie d'un couple d'homosexuels de cinquante ans (Jacques, écrivain à succès plein de sagesse) et de trente ans (Olivier, avocat volontaire et séduisant). Il trouve l'occasion de confronter ses désirs et ses convictions. Cette comédie traite en filigrane du choc des générations.

## Distribution de la reprise
- Bastien Gabriel : Mathan
- Kevin Miranda : Olivier
- Philippe Rambaud : Jacques

## Filmographie
La pièce a été publiée en DVD en décembre 2011, avec Samuel Perche dans le rôle d'Olivier, Romain Poli dans celui de Mathan, et Philippe Rambaud dans celui de Jacques.